# LOGAN/ローガン
『LOGAN/ローガン』（原題: Logan）は、マーベル・コミックの同名のキャラクターを主人公とした2017年のアメリカのスーパーヒーロー映画。監督はジェームズ・マンゴールド、脚本はマンゴールドとマイケル・グリーン、スコット・フランクが務め、ヒュー・ジャックマン、パトリック・スチュワート、ボイド・ホルブルックらが出演する。「X-MEN」フランチャイズの10作目であり、『ウルヴァリン:X-MEN ZERO』（2009年）と『ウルヴァリン:SAMURAI』（2013年）に続く「ウルヴァリン」三部作の最終作。
原作エピソードは『オールドマン・ローガン』。2017年3月3日全米公開され、日本公開は同年6月1日。

## あらすじ
2029年、この25年間で新たなミュータントは生まれておらず、彼らの存在は絶滅の危機に瀕している。かつて「ウルヴァリン」の名で知られていたローガンことジェームズ・ハウレットは、現在はテキサス州でリムジン運転手として働き、メキシコ国境の向かい側に位置する放棄された製錬工場でチャールズ・エグゼビアの介護をしながらキャリバンというミュータントと共に暮らしていた。チャールズはミュータントと交信したと言い張るが、チャールズがアルツハイマー病を患いかかっていて能力を制御できなくなっていることもあり、ローガンとキャリバンはこれを信用しない。
ある日、ローガンの素性を知る男（ドナルド・ピアース）が現れ、人探しの協力を求められる。また、ローガンは元看護師と名乗るガブリエラ・ロペスから、ローラという名の11歳の少女をノースダコタ州にある「エデン」まで送り届けて欲しいという依頼を受ける。ローガンが改めて迎えに訪れると、ガブリエラは何者かに殺害されていた。ピアースに後をつけられ住処を襲撃されたローガンは、車中に忍び込んでいたローラとチャールズを連れて逃避行を始める。
道中、一行は親切にしてくれたマンソン家に招かれ一夜を過ごす。ザンダー・ライス博士と合流したピアース率いる捜索隊が、拉致していたキャリバンの能力でこの家を特定し、チャールズとマンソン一家は殺害されてしまう。かろうじて逃げ出したローガンとローラは、チャールズの埋葬を済ませ、その後もノースダコタ州を目指し、遂に2人は「エデン」へと辿り着く。
そこにはローラと同じくミュータントの子供が集まり、カナダ国境を越える計画を立てていた。計画の実行当日、捜索隊が追い着き子供たちの大半が捕らわれてしまうが、ローガンは小分けにして打つよう指示された血清を全量投与し、ローラを含む子供たちと共闘して捜索隊を殺害していく。X-24との対決になり追い詰められるローガンだったが、アダマンチウム弾でローラがX-24を射殺。しかし、ローガンは闘いの結果として致命傷を負っており、泣きじゃくるローラの腕の中で息を引き取った。
手製の墓標の前でローラは道中チャールズと観た『シェーン』の一節を引用して弔辞を述べる。子供たちが国境を目指して歩き出す中、ローラだけは名残惜しそうに立ち尽くす。ローラはローガンの墓標の十字架を「X」の形に置き直すと、子供たちの後を追うようにして国境を目指し旅立った。

## キャスト
ローガン / ウルヴァリン / ジェームズ・ハウレット
演 - ヒュー・ジャックマン、日本語吹替 - 山路和弘
ミュータントを素体とした生物兵器として生まれ、その後X-MENのひとりとして幾度となく世界を救ってきたミュータント。
骨格を覆っているアダマンチウムの毒素が彼の体を蝕み能力が著しく低下してしまっている（老化の進行、治癒能力の遷延など）。視力も低下しており文字を読むのに老眼鏡を必要とする。現在はリムジン運転手として生計を立てており、キャリバンと協力してメキシコの製錬工場の廃墟でチャールズを匿っている。
チャールズ・エグゼビア / プロフェッサーX
演 - パトリック・スチュワート、日本語吹替 - 麦人
かつて「恵まれし子らの学園」を築き、X-MENおよびミュータントたちの指導者を勤めていた下半身不随のミュータント。
優れたテレパシー能力を持っていたが、老化に伴ってアルツハイマー病を患っており、その影響でテレパシー能力をコントロールできなくなっている他、判断力および現実の認知能力の低下といった症状も現れてしまっている。
以前、能力の暴走で大量殺戮を引き起こしたことで、「制御不能な、生きた大量破壊兵器」として追われる身となり、現在はローガンとキャリバンの二名によって薬漬けにされながら匿われている。
ローラ / X-23
演 - ダフネ・キーン、日本語吹替 - 鈴木梨央
ジェームズ・ハウレットの遺伝子から作られたクローンのミュータント。ウルヴァリン同様に、治癒能力とアダマンチウムが施された鋭い爪を持つ。ローガンと異なり拳からは二本の爪と、足の爪先から一本の爪が出し入れ可能。
ザンダーが主導する「ウェポンX計画」の一部として他のミュータントの子供と共に生み出されたが、子供たちに自立心が芽生え始めたことや、計画の路線変更などの諸事情で失敗作として処分されかかったところをガブリエラの手引きによって脱出、ローガンと共にミュータントの楽園である「エデン」へと向かうことになる。
ドナルド・ピアース
演 - ボイド・ホルブルック、日本語吹替 - 小川輝晃
ローラ捜索の為に送り込まれた部隊、リーヴァーズの主任。腕などをサイボーグ化することで身体能力を強化している。
キャリバン
演 - スティーヴン・マーチャント、日本語吹替 - 川島得愛
ウルヴァリンの仲間で、チャールズの世話をしているミュータント。匂いでミュータントの居場所を特定する能力を持つ。日光に当たると皮膚がただれてしまうため、昼間は全身を布などで覆って生活している。
ガブリエラ・ロペス
演 - エリザベス・ロドリゲス、日本語吹替 - 田野めぐみ
アルカライ遺伝子研究所に勤めていた看護師。研究所から連れ出したローラをローガンに託すが、ローガンが再び訪ねてきたときには既に殺されていた。
ガブリエラが述べていた「エデン」とは本来、劇中のX-MENのコミックの中に登場する架空の地名であった。
ザンダー・ライス博士
演 - リチャード・E・グラント、日本語吹替 - 水内清光
ローラなどのミュータントのクローンを生み出した科学者。遺伝子研究所で兵器用ミュータントの開発に携わっていた。
父親が『ウルヴァリン:X-MEN ZERO』における「ウェポンX計画」にかかわっており、ザンダー自身は近年のミュータントの絶滅に関わりを持っていた。
ウィル・マンソン
演 - エリク・ラ・サル、日本語吹替 - 天田益男
オクラホマ州で農場を営んでいる男性。
キャスリン・マンソン
演 - エリゼ・ニール
ウィルの妻。
ネイト・マンソン
演 - クインシー・ファウス
ウィルの息子。
X-24
演 - ヒュー・ジャックマン
ウルヴァリンの遺伝子から作られた純粋かつ完全なクローンで、強力な凶暴性が植え付けられたミュータント兵器。台詞らしい台詞は全くないが、ザンダーのことは慕っており、彼の命令には必ず従う。

## 製作
2013年11月、20世紀フォックスはウルヴァリンを主人公としたもう一つの単独作に向けての交渉を始めた。監督のジェームズ・マンゴールド、製作のローレン・シュラー・ドナーは、ウルヴァリンシリーズの前作『ウルヴァリン:SAMURAI』からの続投となった。マンゴールドは原作について原作コミックのウルヴァリンにまつわるエピソードに基づいたもので、製作は『X-MEN:アポカリプス』後になると述べた。その後、脚本家としてデイヴィッド・ジェームズ・ケリーが脚本に雇われた。
2015年2月、パトリック・スチュワートが『X-MEN: アポカリプス』に出演しないことと合わせ、ウルヴァリン単独作第3弾への出演を認めた。同じ月、ジャックマンはウルヴァリンが死ぬまでを演じてみたいと述べた。同年3月28日、ジャックマンは自身のインスタグラムアカウントに、" Wolverine… One Last Time. "（訳：ウルヴァリン……後1回でおしまいだ）と投稿した。彼はストーリーが "Old Man Logan" に沿うものになるとほのめかし、後に原作者のマーク・ミラーもこの噂を認めた。2015年8月には、スチュワートがプロフェッサーXの出演はカメオ出演ではなく、重要な役どころであることを明かした。2016年1月、ジャックマンは映画の脚本が完成間近であると述べたが、一方で撮影はいつになるか分からないとした。同年2月には、『ウルヴァリン:X-MEN ZERO』でウルヴァリンの兄ビクター・クリードを演じたリーヴ・シュレイバーが、再演について交渉したことを明かした。
4月になって、ボイド・ホルブルックが本名不明の冷酷で激しいESSEX社の警備役を、リチャード・E・グラントが本名不明のマッド・サイエンティストを演じることが明かされたほか、製作のサイモン・キンバーグは近未来が舞台であることを明らかにした。4月末には、スティーヴン・マーチャントのキャスティングが、5月にはエリク・ラ・サルとエリゼ・ニールの作品参加が伝えられた。2016年5月にインタビューを受けたキンバーグは、「この映画は未来が舞台で、あなた方が報じた通りR指定になる。暴力的で、西部劇的なトーンだ。クールで全く異なる映画になる」と述べた。

### 撮影
監督のマンゴールドは2015年3月に「来年の初頭には始めるだろう」とtwitter上で述べ、2016年5月9日にキンバーグが撮影を開始したことを述べた。

### テーマ曲
- トレーラー
  - 『Hurt』 - ジョニー・キャッシュ
- エンディング
  - 『The Man Comes Around』